# كوثبرت
القديس كوثبرت (634 - 20 مارس 687) قديس كنيسة نورثمبريا في التقليد السلتي. كان راهبًا وأسقفًا وناسكًا ، مرتبطًا بأديرة ميلروز وليندزفارن فيما يمكن تسميته «مملكة نورثمبريا» في شمال شرق إنجلترا وفي جنوب شرق اسكتلندا. بعد وفاته أصبح واحدا من أهم القديسين في العصور الوسطى في شمال إنجلترا ، يعتبر كوثبرت قديس نورثمبريا . أيامه هي 20 مارس حسب (الكنيسة الكاثوليكية ، وكنيسة إنجلترا ، والكنيسة الأرثوذكسية الشرقية) ، وكذلك في 31 أغسطس (الكنيسة الأسقفية) و 4 سبتمبر (الكنيسة في ويلز).